# 克雷格·史丹曼
克雷格·尼可拉斯·史丹曼（英語：Craig Nicholas Stammen，1984年3月9日—），為前美國職棒大聯盟的投手，生涯曾效力於國民與教士兩隊。

## 職業生涯

### 華盛頓國民
2005年美國職棒大聯盟選秀，史丹曼在第12輪被國民隊選中。後來他加入短期1A，先發7場和後援6場，防禦率4.06。
史丹曼在小聯盟以一年升一級的速度爬升，2009年5月21日登上大聯盟。他先發6.1局無關勝敗，後來在6月18日拿下大聯盟首勝。7月11日，他面對太空人投出生涯首場完投勝。
不過史丹曼後來只拿下4勝7敗，防禦率5.11。到了9月4日，他因為手肘不適而進入傷兵名單。後來他在9月6日進行關節鏡手術。
2010年，史丹曼成為第三號先發。季中因為史蒂芬·史崔斯伯格傷癒回歸而被下放到3A。6月29日，他在3A投出7局無安打，於是他又回到大聯盟，並以7.1局失2分的好表現帶領球隊終止連敗。到了8月，他成為了球隊的牛棚投手。
2011年，史丹曼整季只在6月出賽7場，拿下1勝1敗，防禦率0.87。2012年，他正式成為球隊的後援投手，並在9月29日拿下大聯盟首場救援成功。2015年12月，國民隊宣布不與史丹曼續約，因此他投身自由市場。

### 克里夫蘭印地安人
2016年2月8日，史丹曼與印地安人簽下小聯盟約。他在年底成為自由球員。

### 聖地牙哥教士
2016年12月，史丹曼加入教士隊。他在2017年3月底入選25人名單，並擔任後援投手。該年他投了80.1局，防禦率3.15。2018年1月7日，他和教士隊簽下2年的延長合約。那年他拿下8勝3敗，出賽數73場寫下生涯新高。
2019年6月9日，他面對老東家國民挨了連續四轟。這四轟分別由霍伊·肯德瑞克、崔亞·特納、亞當·伊頓和安東尼·倫登所擊出。儘管他9次救援失敗為大聯盟第一，不過31次中繼成功也是聯盟第一。
2020年1月17日，史丹曼再與教士隊簽下2年900萬美元的延長合約。該年他拿下4勝2敗，防禦率5.63。
2021年，史丹曼拿下6勝3敗，防禦率3.06。2022年7月9日，他因為右肩發炎進入傷兵名單。他到9月11日才重返球場，整季他拿下1勝2敗，防禦率4.43。
2023年1月11日，史丹曼與教士簽下小聯盟約。3月10日，他的右肩舊傷發作，這也讓他開始思考自己是否該就此退休。由於他的傷勢若不動手術要休息要4-6個月，最後史丹曼還是在8月4日宣布正式退休。

## 個人生活
史丹曼於2017年1月結婚，目前育有一子。

## 外部連結
- 球員資訊和成績在MLB，ESPN，Baseball-Reference，Fangraphs（英文）